# Šin bet
Šabak (hebrejsky שב״כ‎, plným názvem  שירות הביטחון הכללי‎ Šerut ha-bitachon ha-klali), v západních médiích známá pod zkratkou Šin bet (hebrejsky ש״ב‎, anglicky Shin Bet), je izraelská Všeobecná bezpečnostní služba zaměřená na vnitřní bezpečnost Izraele a plnící kontrarozvědné úkoly. Je jednou ze tří hlavních bezpečnostních organizací Izraele (kromě Mosadu a Amanu).

## Historie
Šin bet byla založena 30. června 1948 Iserem Har'elem (založení nebylo oficiálně oznámeno). První sídlo měla v Haifě. Personální základ tvořila zpočátku menší část rozpuštěné Šaj. Do roku 1950 zůstala Šin bet pod velením Izraelských obranných sil (IOS), od tohoto roku byla převedena pod ministerstvo obrany.
V počátcích byly definovány tři hlavní cíle, na něž se Šin bet zaměřovala:
- arabští extremisté
- židovští extremisté (zejména pravicové organizace jako Irgun či Lechi)
- komunisté

Při monitorování komunistických aktivit se Šin bet zaměřovala hlavně na prokomunistický a prosovětský tisk (např. ha-Olam ha-ze vydávaný Me'irem Ja'arim, vůdcem Mapamu, sionistické socialistické strany s kladným postojem k Sovětskému svazu a Stalinovi) či přímo sledování Maki – komunistické strany Izraele a Sjednocené strany pracujících Mapam. Šin bet sledovala také stranu Cherut Menachema Begina, jež byla následnicí Irgunu. Obecně byla Šin bet kritizována za své vměšování se do politiky a poskytování služeb vládnoucí Mapaj. V roce 1957 David Ben Gurion oficiálně v parlamentu přiznal existenci Šin bet.
Po šestidenní válce v roce 1967 se pozornost Šin bet přesunula zejména na organizace palestinského hnutí odporu na nově dobytých územích (Západní břeh Jordánu a pásmo Gazy). K povinnostem Šin bet patřilo získávání informací o palestinských organizacích, zejména o Fatahu a Organizaci pro osvobození Palestiny vedené Jásirem Arafatem.
Po únosu letadla společnosti El Al palestinskou organizací Lidová fronta pro osvobození Palestiny (LFOP) byla Šin bet pověřena zavedením bezpečnostních opatření na všech letech izraelských aerolinií. Součástí těchto letů se staly ozbrojené doprovody agentů Šin bet a instalace bezpečnostních zařízení do letadel. V roce 1975 byl Šin bet udělen statut operační služby na okupovaném území, významně se zlepšilo vybavení a platové ohodnocení zaměstnanců, čímž se Šin bet stala zajímavou pro mladé inteligentní lidi. Zároveň Šin bet začala přecházet na počítačové zpracování získaných informací. V roce 1980 zahájila Šin bet vyšetřování pumových útoků proti palestinským starostům Nábulusu, Ramalláhu a al-Bíry a sledování židovských extremistů se stalo její důležitou náplní práce. V roce 1987 bylo zahájeno oficiální vyšetřování Šin bet ohledně obvinění, že zadržení Palestinci byli při výsleších mučeni (první zprávy o tom se objevily v roce 1977 v Sunday Times).
Koncem 80. let se hlavní náplní Šin bet stala palestinská intifáda na okupovaných územích, při níž tajná služba zjišťovala vůdce hnutí a předávala jejich seznamy armádě. Šin bet se to dařilo především díky husté síti informátorů v palestinských odbojových skupinách jako např. Hamás, Palestinský islámský džihád, Fatah, Brigády mučedníků Al-Aksá atd. Teprve postupem času zlepšily kontrarozvědné složky palestinských organizací svou činnost a velké množství informátorů Šin bet zaplatilo svou činnost životem.
V roce 2002 schválil Kneset (izraelský parlament) zákon upravující činnost Šin bet:
- ředitel Šin bet je přímo odpovědný premiérovi
- premiér odpovídá za činnost Šin bet
- ředitel Šin bet je jmenován na 5 let
- zákon dále upravuje metody výslechu (tato část je tajná)

## Úspěchy
- V roce 1952 upozornila Šin bet na egyptského agenta v řadách Mosadu Theodora Grosse a díky získaným důkazům ho dostala před soud.
- K velkým úspěchům Šin bet v roce 1956 patří získání kopie Chruščovova projevu o Stalinově kultu osobnosti a to před jeho zveřejněním. Kopii projevu získalo izraelské velvyslanectví v Polsku. Spojovací důstojník Šin bet ji z velvyslanectví poté odeslal do Izraele. Tento úspěch bývá mylně připisován Mosadu.
- Odhalení agentů KGB Aharona Kohena (1958) a Jisra'ela Beera (1961).[3]
- V roce 1983 zlikvidovala Šin bet židovskou extremistickou organizaci Kach zodpovědnou za vraždy palestinských Arabů, když se jí v řadách organizace podařilo získat spolupracovníky. Zároveň se veřejnost poprvé dozvěděla o vyslýchacích metodách Šin bet („hodný a zlý polda“, spánková deprivace, studené sprchy atd.).
- V roce 1996 komando Šin bet zlikvidovalo pumového specialistu Hamasu Jahjá Ajjáše bombou umístěnou v telefonu.[4]
- V letech druhé intifády (2000–2005) se Šin bet významně podílela na ochraně Izraele a díky včasnému varování zmařila stovky sebevražedných útoků proti civilnímu obyvatelstvu.

## Neúspěchy
- Dva agenti Šin bet byli přistiženi pří instalování odposlechu v redakci ha-Olam ha-ze.
- Do roku 1983 nebyla Šin bet schopna efektivně zasáhnout proti židovským extremistickým organizacím, byla obviňována ze sympatií k těmto skupinám.
- V letech 1982–1983 působili agenti Šin bet na libanonském území, které se po invazi dostalo pod správu Izraele a snažili se zlikvidovat palestinské hnutí odporu. To se jim přes brutální metody boje nepodařilo.
- 12. dubna 1984 vypukla tzv. „Aféra autobusu číslo 300“ při níž byli zastřeleni dva ze čtyř palestinských únosců a další dva byli zajati. Tisk měl ale k dispozici snímky bití zajatých Palestinců. Šin bet později tvrdila, že zajatí únosci zemřeli cestou do nemocnice. V tisku se objevily spekulace, že byli zabiti agenty Šin bet. Následně byla jmenována Zoreaova vyšetřovací komise, která konstatovala, že na smrti obou únosců se podíleli členové bezpečnostních složek. Šin bet se pokusila odpovědnost svést na armádu, ale celá záležitost skončila stažením obvinění. Dohra celého případu se konala v letech 1986–1987, kdy informace o případu pronikly do tisku. Někteří vysocí představitelé Šin bet byli nuceni odstoupit (dostali však prezidentskou milost).
- Během znovuotevření případu poručíka I. Nafsua odsouzeného za vlastizradu a špionáž bylo zjištěno, že Šin bet si jeho přiznání vynutila mučením. Vyšetřování potvrdilo, že tyto metody jsou Šin bet používány pravidelně. Landauova vyšetřovací komise konstatovala, že Šin bet používala (minimálně od roku 1971) nepřiměřeně tvrdé metody výslechu. Zároveň ale konstatovala, že s ohledem na charakter boje, který Šin bet vede, je nutné používat „omezený a jasně definovaný psychologický nátlak“. Ve své zprávě z roku 1994 vyšetřovatelka M. Ben-Poratová konstatovala, že navzdory nařízením Landauovy komise požívala Šin bet v letech 1988–1992 nepřiměřeně tvrdé metody výslechu. V roce 1999 Nejvyšší soud konstatoval, že Šin bet nemá právo používat při výslechu metody fyzického nátlaku.
- V roce 1995 spáchal židovský extremista Jigal Amir úspěšný atentát na premiéra Jicchaka Rabina. Šin bet byla kritizována za selhání. Následně vytvořená Šamgarova komise konstatovala, že se Šin bet dopustila řady závažných pochybení. Její tehdejší ředitel Karmi Gilon v důsledku atentátu rezignoval.[5]
- Podcenění útoku Hamásu na Izrael v říjnu 2023. Ředitel Šin betu Ronen Bar za selhání Šin betu přiznal osobní zodpovědnost.[6][7]

## Odpovědnost Šin bet
- Kontrašpionáž (ochrana před pronikáním cizích rozvědných služeb)
- Boj proti vnitřnímu nepříteli (arabské a židovské extremistické organizace)
- Prověřování adeptů pro bezpečnostní služby
- Vytěžování zadržených teroristů
- Sběr informací o teroristických skupinách v pásmu Gazy
- Ochrana izraelských politických představitelů
- Ochrana vládních budov a důležitých součástí infrastruktury včetně budov izraelských velvyslanectví v zahraničí
- Ochrana spojů izraelských leteckých společností (El Al, Arkia a Israir)
- Sledování a narušování finančních toků zabezpečujících činnost izraelských extremistických organizací. Využívá se přitom výslechů a nasazování tajných agentů (HUMINT).

## Struktura Šin bet
V Šin bet je zaměstnáno kolem 5000 lidí v osmi odděleních:
- Oddělení pro bezpečnost
- Oddělení pro arabské záležitosti
- Oddělení pro nearabské záležitosti
- Oddělení plánování a koordinace
- Oddělení operačního zajištění
- Oddělení techniky
- Oddělení vyšetřování
- Oddělení právně administrativní

## Ředitelé
- Iser Har'el (1948–1952)
- Izi Dorot (1952–1953)
- Amos Manor (1953–1963)
- Josef Harmelin (1964–1974)
- Avraham Achituv (1974–1981)
- Avraham Šalom (1981–1986)
- Josef Harmelin (1986–1988)
- Ja'akov Peri (1988–1994)
- Karmi Gilon (1995–1996)
- Ami Ajalon (1996–2000)
- Avi Dichter (2000–2005)
- Juval Diskin (2005–2011)
- Joram Kohen (2011–2016)
- Nadav Argaman[8] (2016–2021)
- Ronen Bar (2021–2025)[9]
- Po rezignaci Ronena Bara k 15. červnu 2025 je řízením služby dočasně pověřen dosavadní zástupce ředitele známý pouze pod iniciálou „S“[10]